# Габбард (Орегон)
Габбард (англ. Hubbard) — місто (англ. city) в США, в окрузі Меріон штату Орегон. Населення — 3426 осіб (2020). Статус міста присвоєно в 1891 році.

## Географія
Габбард розташований за координатами 45°10′55″ пн. ш. 122°48′26″ зх. д. / 45.18194° пн. ш. 122.80722° зх. д. (45.181829, -122.807158).  За даними Бюро перепису населення США в 2010 році місто мало площу 1,85 км², уся площа — суходіл.

## Демографія

### Перепис 2010
Згідно з переписом 2010 року, у місті мешкали 3173 особи в 958 домогосподарствах у складі 756 родин. Густота населення становила 1718 осіб/км².  Було 1002 помешкання (543/км²).
Расовий склад населення:
| - 73,3 % — білих - 2,3 % — корінних американців - 0,9 % — азіатів - 0,5 % — чорних або афроамериканців - 0,1 % — вихідців з тихоокеанських островів - 19,4 % — осіб інших рас |

До двох чи більше рас належало 3,4 %. Частка іспаномовних становила 36,3 % від усіх жителів.
За віковим діапазоном населення розподілялося таким чином: 33,7 % — особи молодші 18 років, 59,7 % — особи у віці 18—64 років, 6,6 % — особи у віці 65 років та старші. Медіана віку мешканця становила 30,1 року. На 100 осіб жіночої статі у місті припадало 101,1 чоловіків;  на 100 жінок у віці від 18 років та старших — 100,6 чоловіків також старших 18 років.
Середній дохід на одне домашнє господарство  становив 57 336 доларів США (медіана — 53 992), а середній дохід на одну сім'ю — 59 988 доларів (медіана — 54 773). Медіана доходів становила 44 821 долар для чоловіків та 31 307 доларів для жінок. За межею бідності перебувало 20,2 % осіб, у тому числі 21,6 % дітей у віці до 18 років та 19,9 % осіб у віці 65 років та старших.
Цивільне працевлаштоване населення становило 1372 особи. Основні галузі зайнятості: освіта, охорона здоров'я та соціальна допомога — 18,2 %, роздрібна торгівля — 13,6 %, виробництво — 9,9 %, сільське господарство, лісництво, риболовля — 9,5 %.

### Перепис 2000
Станом на перепис населення США (2000) в Габбарді налічується 753 родини, у яких проживає 2483 особи. Густота населення становить 1546,3 осіб/км². Третину від загального числа жителів становлять латиноамериканці.
Середній вік становить 29 років. На кожні 100 жінок припадає 102,2 чоловіків.
Середній сімейний дохід становить 42552 доларів. Дохід на душу населення становить 14383 долари. Дохід нижче прожиткового мінімуму мають 14,8% осіб від загального населення.